# Dimityr Jakimow
Dimityr Nikołow Jakimow (bułg. Димитър Николов Якимов, ur. 12 sierpnia 1941 w Szłegowie) – piłkarz bułgarski grający na pozycji napastnika. W swojej karierze rozegrał 67 meczów w reprezentacji Bułgarii i strzelił w nich 9 goli.

## Kariera klubowa
Swoją karierę piłkarską Jakimow rozpoczął w klubie Septemwri Sofia. W sezonie 1957/1958 zadebiutował w nim w drugiej lidze bułgarskiej. W 1959 roku awansował z nim do pierwszej ligi.
W 1960 roku Jakimow odszedł do CSKA Sofia. Grał w nim do końca swojej kariery, czyli do 1973 roku. W barwach CSKA strzelił 141 goli w 287 ligowych meczach. Wraz z CSKA siedmiokrotnie wywalczył mistrzostwo Bułgarii w latach 1961, 1962, 1966, 1969, 1971, 1972 i 1973. W sezonie 1970/1971 strzelając 26 goli został królem strzelców bułgarskiej ligi.

## Kariera reprezentacyjna
W reprezentacji Bułgarii Jakimow zadebiutował 11 października 1959 roku w wygranym 1:0 towarzyskim meczu z Francją. W 1960 roku zagrał na igrzyskach olimpijskich w Rzymie. Dwa lata później został powołany do kadry Bułgarii na mistrzostwa świata w Chile i zagrał na nich w jednym meczu, z Argentyną (0:1).
W 1966 roku Jakimow był podstawowym zawodnikiem Bułgarii podczas mistrzostw świata w Anglii. Jego dorobek na tym turnieju to trzy mecze: z Brazylią (0:2), z Portugalią (0:1) i z Węgrami (1:3).
W 1970 roku Jakimow zagrał w dwóch meczach mistrzostw świata w Meksyku: z Peru (2:3) i z Marokiem (1:1). Od 1959 do 1973 roku rozegrał w kadrze narodowej 67 meczów i zdobył w nich 9 bramek.